# Sargent-Gletscher
Der Sargent-Gletscher ist ein steilwandiger Gletscher im Königin-Maud-Gebirge in der antarktischen Ross Dependency. Er fließt von der Herbert Range in südöstlicher Richtung zum Axel-Heiberg-Gletscher, den er südöstlich des Bell Peak erreicht.
Möglicherweise sichtete ihn erstmals der norwegische Polarforscher Roald Amundsen zwischen November und Dezember 1911 bei seiner Südpolexpedition (1910–1912). Eine grobe Kartierung nahmen Teilnehmer der US-amerikanischen Byrd Antarctic Expedition (1928–1930) vor. Das Advisory Committee on Antarctic Names benannte ihn nach dem US-amerikanischen Physiker Howard H. Sargent III., der 1964 auf der Amundsen-Scott-Südpolstation Untersuchungen der Ionosphäre durchführte.